# Herwig Gottwald
Herwig Gottwald (* 1957 in Bad Ischl) ist ein österreichischer Germanist.

## Leben
Nach dem Studium der Germanistik und Geschichte an der Universität Salzburg und der Sponsion 1981 war Gottwald von 1981 bis 1994 AHS-Lehrer (Gymnasium). Nach der Promotion Sub auspiciis Praesidentis rei publicae 1984 wurde er 1994 Universitätsassistent am Institut für Germanistik in Salzburg. Nach der Habilitation 2003 ist er seit 2004 außerordentlicher Universitätsprofessor für Neuere deutsche Literatur.
Seine wissenschaftliche Schwerpunkte sind Editionsphilologie; Adalbert Stifter; Mythostheorie und Mythosrezeption; Literatur und Film; Wissenschaftstheorie und Literaturwissenschaft; Gegenwartsliteratur (u. a. Ernst Jünger, Botho Strauß, Christoph Ransmayr, Peter Handke).
Er ist Mitglied des Adalbert-Stifter-Instituts Linz, der Elias-Canetti-Gesellschaft Rousse und im Vorstand der Erika Mitterer Gesellschaft in Wien.

## Schriften (Auswahl)
- Wirklichkeit bei Kafka. Methodenkritische Untersuchungen zu ihrer Gestaltung, Funktion und Deutung anhand der Romane „Der Prozeß“ und „Das Schloß“. Stuttgart 1990, ISBN 3-88099-236-3.
- Mythos und Mythisches in der Gegenwartsliteratur. Studien zu Christoph Ransmayr, Peter Handke, Botho Strauß, George Steiner, Patrick Roth und Robert Schneider. Stuttgart 1996, ISBN 3-88099-337-8.
- Spuren des Mythos in moderner deutschsprachiger Literatur. Theoretische Modelle und Fallstudien. Würzburg 2007, ISBN 3-8260-2638-1.
- mit Andreas Freinschlag: Peter Handke. Wien 2009, ISBN 978-3-8252-3220-7.
- mit Michael Kurz: „Die Ischler Luft wird das Beste machen.“ (Nikolaus Lenau, 1839). Ein Stadtspaziergang auf den Spuren der Literaten. Bad Ischl 2018, OCLC 1189186724.

## Belege
1. ↑  Biographie - Paris Lodron Universität Salzburg. 20. Februar 2021, abgerufen am 22. Januar 2024 (deutsch).
2. ↑  Erika Mitterer Gesellschaft - Materialien zu Erika Mitterer und ihren Werken. Abgerufen am 22. Januar 2024.

| Personendaten    | Personendaten              |
| ---------------- | -------------------------- |
| NAME             | Gottwald, Herwig           |
| KURZBESCHREIBUNG | österreichischer Germanist |
| GEBURTSDATUM     | 1957                       |
| GEBURTSORT       | Bad Ischl                  |